# Helenenhof (Hennef)
Helenenhof war ein Hof und Ortsteil in der Gemeinde Geistingen und ist heute Teil der Stadt Hennef (Sieg).

## Lage
Der Einzelhof lag in den Siegauen zwischen Stoßdorf und Weingartsgasse.

## Geschichte
1910 gab es im Helenenhof die Haushalte Witwe Peter Rothländer und Commis Hugo Peter Rothländer.